# Galileo-Thermometer

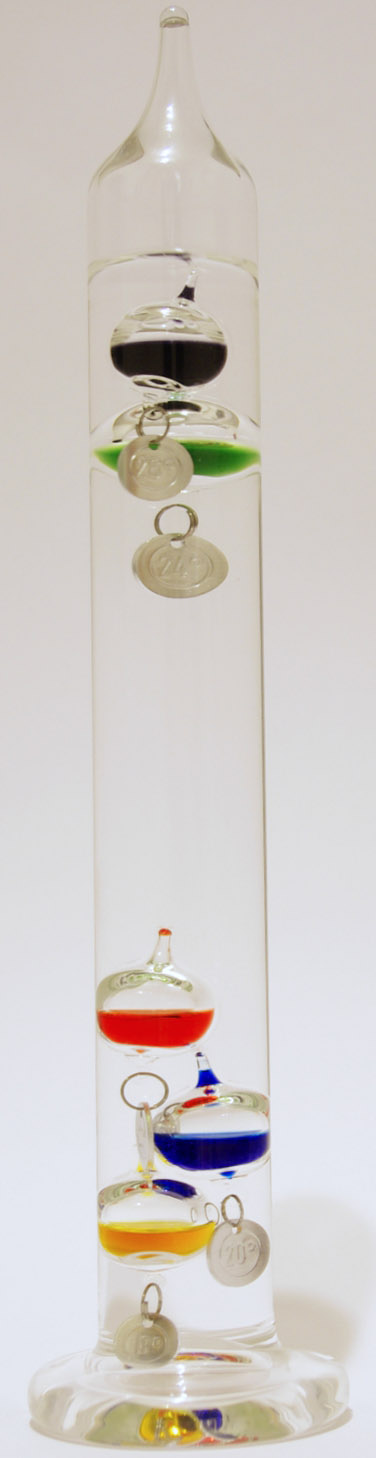
Flüssigkeitsthermometer nach Galileo Galilei; abgelesene Temperatur: zwischen 22 und 24 °Celsius

Das Galileo-Thermometer (auch Galilei-Thermometer genannt) ist ein Thermometer, das aus einem Glaszylinder besteht und mit Flüssigkeit und Auftriebskörpern gefüllt ist. Es wurde nach dem Physiker Galileo Galilei benannt, der das Prinzip entdeckte, dass sich die Dichte von Flüssigkeiten mit der Temperatur ändert.

## Geschichte
Diese Art von Thermometer wurde vom Großherzog Ferdinando II. de’ Medici erfunden, der 1654 auch das erste Thermometer mit Alkohol als Messflüssigkeit erfunden hat.

## Funktionsprinzip

Änderung der Flüssigkeits-Dichte mit der Temperatur (links kalt, rechts warm) und Einfluss auf einen Schwimmkörper, dessen Dichte gerade zwischen den Dichten der warmen und der kalten Flüssigkeit liegt (im dargestellten Beispiel: 1,000 kg/Liter)

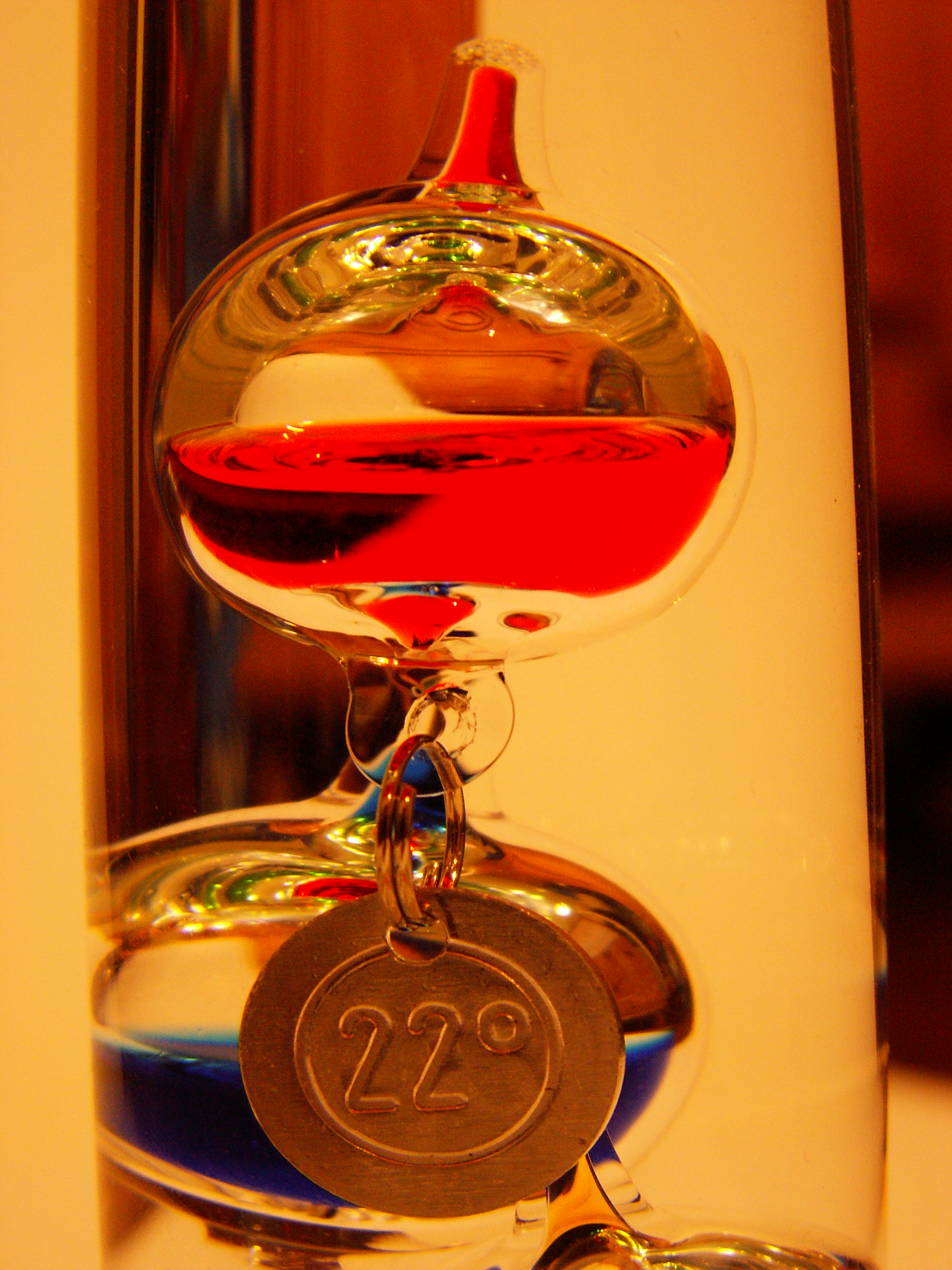
Detailansicht

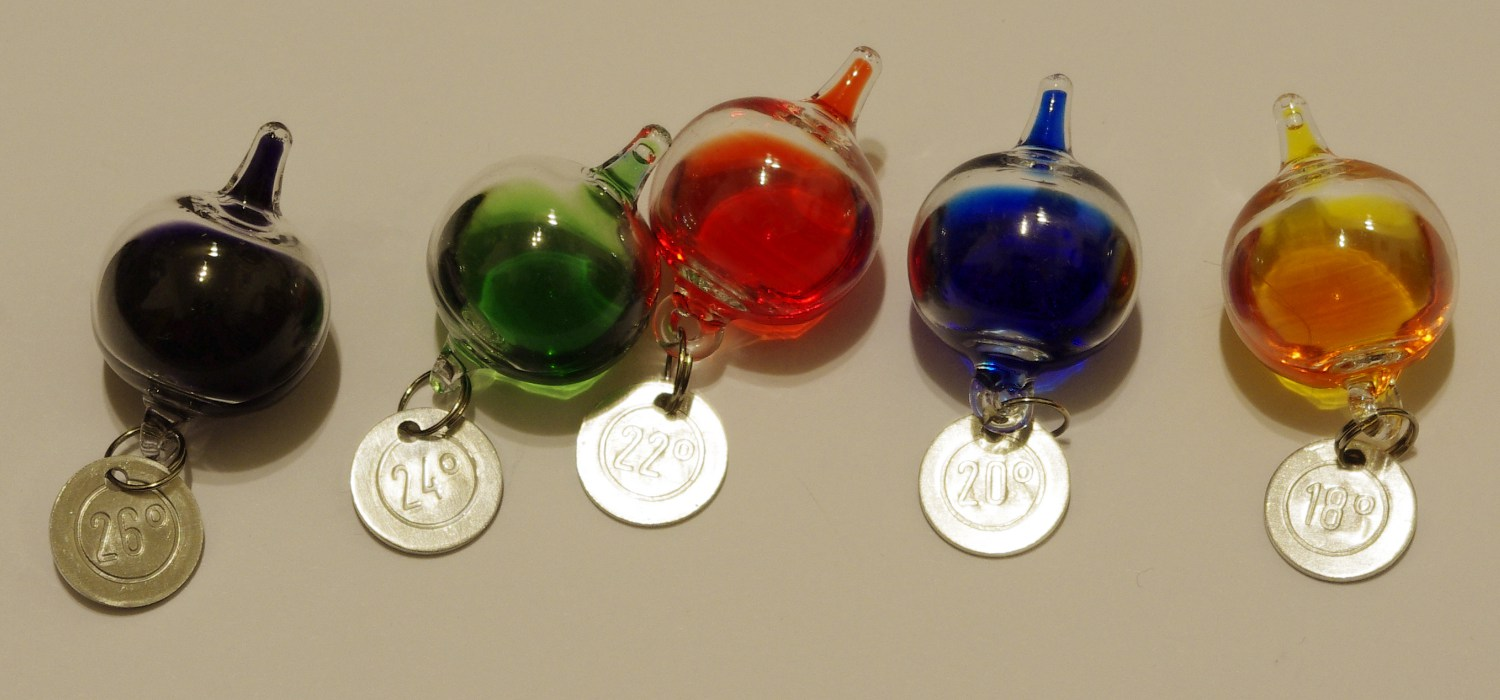
Die Glaskörper eines Galileo-Thermometers

Ein Galileo-Thermometer zeigt anhand des Auftriebs verschiedener Körper in einer Flüssigkeit die Raumtemperatur an. Solche Messgeräte werden von verschiedenen Herstellern als Zimmerdekoration angeboten.
Das Thermometer besteht aus einem engen Glaszylinder, der mit einer Flüssigkeit (beispielsweise Öl) gefüllt ist. In der Flüssigkeit befinden sich mehrere (meist 5 oder 10) kleine Glasballons mit geringfügig unterschiedlicher Größe, die aus dekorativen Gründen oft mit einer gefärbten Flüssigkeit (Wasser oder Ethanol) befüllt sind und an die jeweils eine kleine Plakette als Gewicht gehängt ist.
Die hierzu verwendeten Glaskugeln, deren Durchmesser größer ist als der halbe Innendurchmesser des Zylinders (wodurch sie in der Schichtung bleiben und sich nicht gegenseitig „überholen“), werden so übereinander angeordnet, dass deren mittleres Volumen von der obersten Kugel zur untersten Kugel zunimmt.
Der Auftrieb der einzelnen Kugeln ist abhängig von der jeweils verdrängten Flüssigkeitsmenge (Auftriebskraft, siehe auch Archimedisches Prinzip) sowie dem Gewicht der Kugeln. Steigt nun die Umgebungstemperatur, so dehnt sich die Flüssigkeit im Zylinder aus und verringert damit ihre Dichte. Dadurch ändert sich der dichteabhängige statische Auftrieb der einzelnen Kugeln.
Die Glaskörper sind so kalibriert, dass sie bei der auf der Plakette vermerkten Temperatur in der Flüssigkeit entweder in der Mitte schweben oder die Temperatur an der oben zuunterst schwimmenden Kugel anzeigen.
Der Messbereich üblicher Galileischer Thermometer beträgt etwa 18 bis 25 Grad Celsius in Schritten von einem oder zwei Grad Celsius. Bei Kalibrierung in 2°-Abständen kann als aktuelle Temperatur auch der Mittelwert zwischen den Temperaturwerten des untersten schwimmenden und des obersten abgesunkenen Glaskörpers gelten. Die Art der Kalibrierung ist üblicherweise in der Anleitung beschrieben.
Da Glas ein schlechter Wärmeleiter ist und die Wärme der Flüssigkeit auch auf die inneren Glasballons und deren Füllflüssigkeiten übergeht (und umgekehrt), folgt das Thermometer Änderungen der Lufttemperatur nur langsam und reagiert träge. Dafür kann mithilfe der großen Skala und der unterschiedlichen Farben der Flüssigkeiten die Temperatur gut aus der Ferne abgelesen werden.
Eine Schwierigkeit bei der Herstellung ist das Austarieren der Volumina und Gewichte der einzelnen Glaskörper, dazu sollten die Glaskörper entweder exakt dasselbe Volumen und unterschiedliches Gewicht (Inhalt) haben, oder das Verdrängungsvolumen wird einzeln bestimmt und für den korrekten Auftrieb die nötige Menge Flüssigkeit zudosiert. Auch das einseitige Erhitzen und Zuschmelzen der (alkohol)gefüllten Glaskörper bedarf handwerklicher Kunstfertigkeit.

### Ausführungsdetails
Wäre der Außendurchmesser der kugelförmigen Tauchkörper nur geringfügig größer als der Innenradius des Zylinders, könnten sich die Tauchkörper im Zylinder verklemmen. Etwa, wenn der Zylinder gekippt wird. Wird die Zylinderachse wiederholt etwas um die Horizontale geschwenkt, schwappt die Ölfüllung (entgegen der Luftblase) hin und her, wobei die Widerstandskraft der Flüssigkeitsumströmung auf die Tauchkörper wirkt. Je geringer der Keilwinkel der Verklemmung ist, desto höher wird die Klemmkraft, die auf den Tauchkörper wirkt. Hohe Klemmkräfte können Kratzer durch Anreiben von Glas an Glas bewirken, im schlimmsten Fall auch ein Brechen von Kugel oder Zylinder zur Folge haben.
Allgemein gilt daher:
rK (1+cos(Keilwinkel)) ≥ rZ
mit
rK: Kugelradius
rZ: Zylinderradius
Für einen Keilwinkel von mindestens 45°:
1,707 rK ≥ rZ → rK ≥ 0,586 rZ
Für den günstigeren Keilwinkel von 60°:
1,5 rK = rZ → rK = 2/3 rZ = 0,667 rZ
Dabei tangiert eine Tauchkugel genau die Achsen der darunter und darüber anliegenden. Sollen also die Temperaturmarken ziemlich frei hängen können, muss rK allerdings deutlich kleiner als 0,667 rZ sein.
Sowohl im Zylinder als auch in den Tauchkugeln müssen ausreichend große Gasblasen vorhanden sein, um die Wärmeausdehnung der jeweiligen Flüssigkeitsfüllungen abzupuffern, sodass kein für die Glasgefäße bruchgefährlicher Druckunterschied entsteht.
Flüssigkeitsfüllungen aus Öl oder Alkohol haben passende Dichten für den gewünschten Effekt und machen das Gerät beständig gegen Frost, der beim Transport auftreten kann.